# Poroclinus rothrocki
Poroclinus rothrocki és una espècie de peix de la família dels estiquèids i l'única del gènere Poroclinus.

## Descripció
- Fa 25 cm de llargària màxima i és de color marró clar al dors i més clar al ventre.
- 57-67 espines i cap radi tou a l'aleta dorsal. 3 espines i 40-44 radis tous a l'anal.
- Aleta caudal allargada, estreta i amb els extrems roms.
- Aletes pectorals amples i arrodonides.
- Presenta entre 10 i 12 franges verticals blanques amb les vores de color marró a la part superior del cos i petites taques marrons a les bases de les membranes entre les espines de la part posterior de l'aleta dorsal.[7][8][9]

## Depredadors
A Alaska és depredat per Gadus macrocephalus, el peix carboner d'Alaska (Theragra chalcogramma) i Reinhardtius stomias.

## Hàbitat i distribució geogràfica
És un peix marí, demersal (entre 46 i 128 m de fondària) i de clima temperat, el qual viu al Pacífic oriental: els fons sorrencs i rocallosos des de les illes Aleutianes i el sud-est de la mar de Bering fins a San Diego (el sud de Califòrnia, els Estats Units), incloent-hi les costes del Canadà (la Colúmbia Britànica).

## Observacions
És inofensiu per als humans.